# Herman Cohen

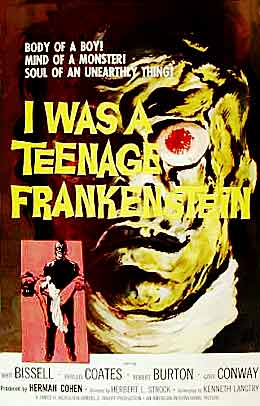
Póster del film de horror producido por Cohen I Was a Teenage Frankenstein.

Herman Cohen (27 de agosto de 1925 - 2 de junio de 2002) fue un productor cinematográfico de serie B de la década de 1950, que ayudó a popularizar el género de terror adolescente con títulos como la película de culto I Was a Teenage Werewolf.

## Biografía
Nacido en Detroit, Míchigan, Cohen empezó a los 12 años de edad su carrera en el mundo del espectáculo como recadero y, más adelante, acomodador del Teatro Dexter de Detroit. A los 18 dirigía el teatro. A partir de entonces fue ayudante de dirección del Teatro Fox, un local de Detroit con 5.200 localidades. 
Tras un período sirviendo en el Cuerpo de Marines de los Estados Unidos, Cohen fue director de ventas de Columbia Pictures en la zona de Detroit, mudándose en los años cuarenta a Hollywood para trabajar en el departamento de publicidad de Columbia. 
En la década de 1950 empezó a producir películas, al principio trabajando como ayudante de producción de Jack Broder y Realart Pictures Inc. en películas como Bride of the Gorilla, Battles of Chief Pontiac (con Lon Chaney Jr.), Bela Lugosi Meets a Brooklyn Gorilla y Kid Monk Baroni (título en el que actuaba Leonard Nimoy, entonces con 21 años). Posteriormente trabajó para Allied Artists y United Artists con diversos filmes, entre ellos Target Earth, Magnificent Roughnecks (con Mickey Rooney), y Crime of Passion (con Barbara Stanwyck y Raymond Burr). 
Cohen también tomó parte de los guiones de nueve filmes, coescribiendo con Aben Kandel y utilizando un seudónimo, "Ralph Thornton" o "Kenneth Langtry", para sus colaboraciones.
Cohen consiguió un gran éxito mediada la década de 1950, con un film de horror para American International Pictures, I Was a Teenage Werewolf, el cual escribió y produjo. La película costó unos 100.000 dólares, y recaudó más de 2 millones en taquilla. Además, fue el descubridor de Michael Landon, el cual actuaba en la película. Tras dicho éxito Cohen escribió y produjo otros títulos de terror adolescente, como fueron I Was a Teenage Frankenstein, How to Make a Monster, y Blood of Dracula. 
Cohen también actuó de manera ocasional en sus propios filmes, usualmente como extra sin créditos. Así, puede ser visto en How to Make a Monster, I Was a Teenage Werewolf, Konga, Black Zoo, Crooks and Coronets y Trog.
En las décadas de 1960 y 1970 empezó a producir películas de horror en el Reino Unido, trabajando junto a estrellas como Joan Crawford (en Berserk! y Trog) o Jack Palance (en Craze). En 1961 volvió a sus raíces en Detroit adquiriendo el Teatro Fox en el que había trabajado en su juventud. A finales de los años setenta Cohen estaba más dedicado al guion y a la distribución que a la producción. En 1981 fundó Cobra Media, una compañía distribuidora. 
Herman Cohen falleció a causa de un cáncer de garganta en 2002 en Los Ángeles, California.

## Filmografía como productor
- The Bushwhackers (1952)
- Kid Monk Baroni (1952)
- Bela Lugosi Meets a Brooklyn Gorilla (1952)
- Battles of Chief Pontiac (1952)
- River Beat (1954)
- Target Earth (1954)
- Magnificent Roughnecks (1956)
- Dance with Me Henry (1956)
- The Brass Legend (1956)
- Crime of Passion (1957)
- I Was a Teenage Werewolf (1957)
- I Was a Teenage Frankenstein (1957)
- Blood of Dracula (1957)
- How to Make a Monster (1958)
- Horrors of the Black Museum (1959)
- The Headless Ghost (1959)
- Konga (1961)
- Black Zoo (1963)
- A Study in Terror (1965)
- Berserk! (1968)
- Django el Bastardo (1969)
- Crooks and Coronets (1969)
- Trog (1970)
- Craze (1973)
- Gatto dagli occhi di giada, Il (1977)

## Filmografía como guionista
- I Was a Teenage Werewolf (1957) (con Aben Kandel, ambos en los créditos como Ralph Thornton)
- I Was a Teenage Frankenstein (1957) (con Aben Kandel, ambos en los créditos como Kenneth Langtry)
- How to Make a Monster (1958) (con Aben Kandel, ambos en los créditos como Kenneth Langtry)
- Horrors of the Black Museum (1959)
- The Headless Ghost (1959) (con Aben Kandel, ambos en los créditos como Kenneth Langtry)
- Konga (1961)
- Black Zoo (1963)
- Berserk! (1968)
- Craze (1973)